# Mus (televisieserie)
Mus is een Nederlandse zevendelige televisieserie die werd uitgezonden in 1993/1994 door de NOS. De voornaamste rollen werden gespeeld door Annet Malherbe, Maarten Ooms en Olivier Tuinier. De serie was gebaseerd op columns die Selma Vrooland schreef voor Vrij Nederland.
De serie gaat over bijstandsmoeder Mus en haar twee kinderen. Dankzij haar humor en doorzettingsvermogen weet ze zich door het leven te slaan, ondanks de financiële problemen, aanvaringen met ambtenaren, en de vooroordelen.
In 1994 werden Annet Malherbe en Ben Sombogaart genomineerd voor een Gouden Kalf in de categorieën Beste acteerprestatie tv-drama respectievelijk Beste televisiedrama.